# Winkel-toren

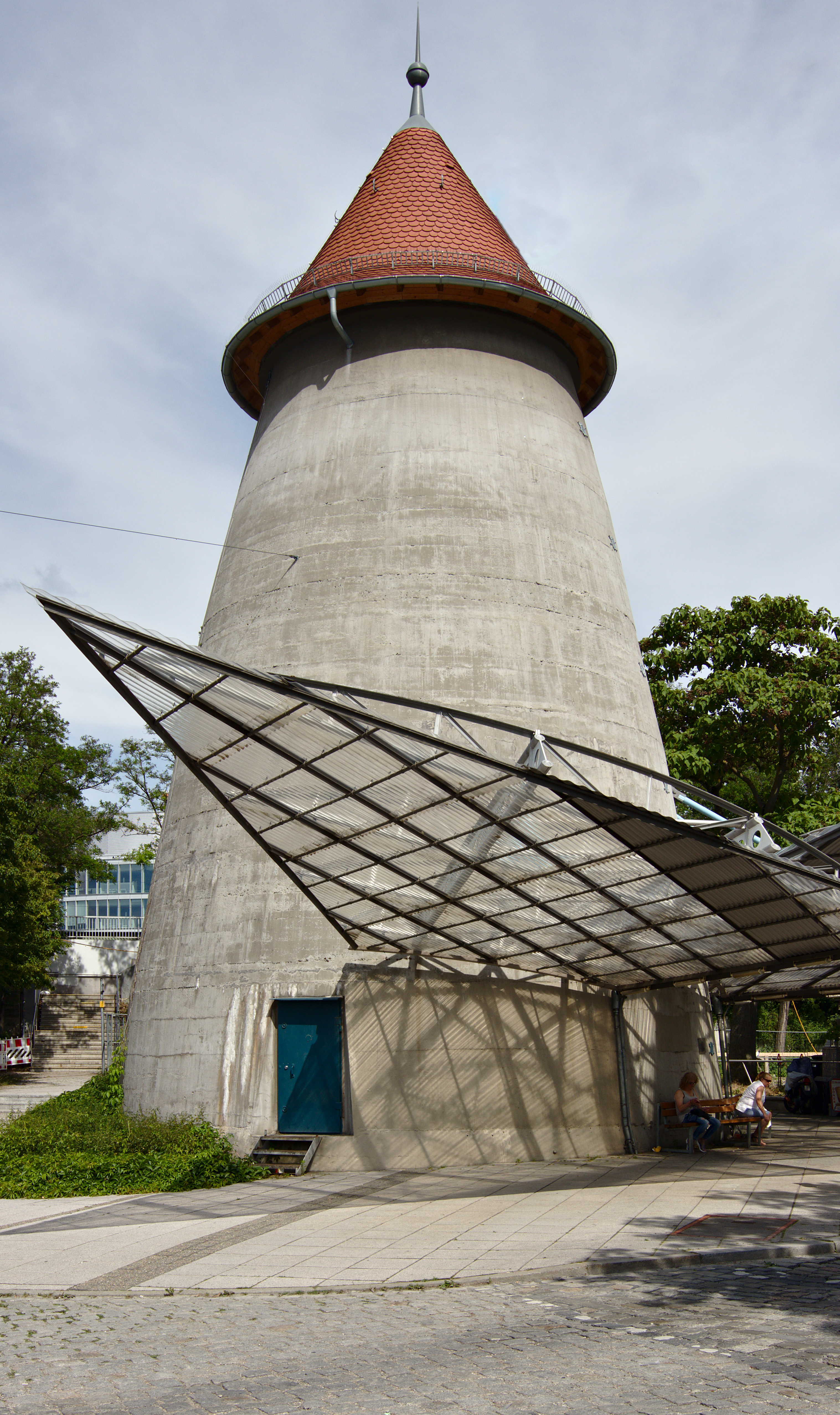
Winkeltoren in Stuttgart

Winkel-torens (Winkeltürme) zijn bovengrondse bunkers gebouwd in de vorm van een toren, naar een ontwerp van de Duitse architect Leo Winkel (1885-1981). Hij verkreeg hiervoor een patent op 9 april 1938.

## Beschrijving
In de jaren 1930 werd gestart met de bouw van een tweehonderdtal bovengrondse bunkers. Er werden in totaal vijf verschillende types gebouwd. De diameter bedroeg tussen de 8,4 en 10 m. Het bouwwerk was 20 à 25 m hoog. Aan de voet waren de muren van 1,1 m gewapend beton. De hoogste concentratie van zulke torens vindt men in Zossen.
Deze schuilkelders werden vooral gebouwd om burgers, spoorwegpersoneel en fabrieksarbeiders te beschermen tegen luchtaanvallen, en waren voorzien van luchtsluisen en luchtfilters voor eventuele gasaanvallen af te slaan. Enkele honderden mensen konden er een luchtaanval afwachten. De houten banken waren genummerd, zodat paniek werd vermeden omdat iedereen zijn plaats had. 
Door de spitse vorm zou een bom - die er precies zou opvallen -  afgekaatst worden naar de begane grond. De muren aan de onderzijde waren dan weer zo dik dat ze een zware explosie konden weerstaan.
Van twee torens is een voltreffer bekend (in Bremen op 12 oktober 1944, vijf doden) en in Duisburg.
Dit alles paste in het Führer-Sofort-programma, om de burgerbevolking voor te bereiden op toekomstige luchtaanvallen.

## Varianten
Winkel was niet de eerste met dit type van ontwerp; voorgangers waren o.a.: 
- Alessandro Romani in de jaren 1920.[6]
- Paul Zombek (Patent Nummer: 685139/01.05.1937 in Dortmund).[7].

## Trivia
Ze werden smalend 'betonnen sigaren' of 'suikerbiethoofden' genoemd.